# Петракова, Анастасия Капитоновна
Анастасия Капитоновна Петракова — советский хозяйственный деятель, Герой Социалистического Труда.

## Биография
Родилась в 1925 году на территории современной Кемеровской области. Член КПСС.
Окончила ремесленное училище в Кемерове.
В 1941—1968 годах — машинист загрузочного вагона в пекококсовом цехе Кемеровского коксохимического завода Министерства чёрной металлургии СССР.
Указом Президиума Верховного Совета СССР от 7 марта 1960 года присвоено звание Героя Социалистического Труда с вручением ордена Ленина и золотой медали «Серп и Молот».
Делегат XXII съезда КПСС.
Умерла в 2007 году в Кемерове.

## Награды и звания
- Герой Социалистического Труда (07.03.1960)
- Орден Ленина (07.03.1960)
- Орден Знак Почёта (30.09.1943)